# Tournoi de tennis de Pau
Le Teréga Open Pau-Pyrénées est un tournoi international de tennis masculin du circuit professionnel Challenger. 

## Historique
Le Teréga Open Pau-Pyrénées se tient chaque année au Palais des sports à Pau (Pyrénées-Atlantiques, France) depuis 2019 et se joue sur dur intérieur. Il a été créé par Jérémy Chardy, qui en est aussi le directeur.

## Palmarès messieurs

### Simple
| Année | Dotation  | Vainqueur         | Finaliste      | Score           | Tableaux |
| ----- | --------- | ----------------- | -------------- | --------------- | -------- |
| 2019  | 69 280 €  | Alexander Bublik  | Norbert Gombos | 5-7, 6-3, 6-3   | 2019     |
| 2020  | 92 040 €  | Ernests Gulbis    | Jerzy Janowicz | 6-3, 6-4        | 2020     |
| 2021  | 88 520 €  | Radu Albot        | Jiří Lehečka   | 6-2, 7-65       | 2021     |
| 2022  | 90 280 €  | Quentin Halys     | Vasek Pospisil | 4-6, 6-4, 6-3   | 2022     |
| 2023  | 145 000 € | Luca Van Assche   | Ugo Humbert    | 7-65, 4-6, 7-66 | 2023     |
| 2024  | 148 625 € | Otto Virtanen     | Leandro Riedi  | 7-5, 7-5        | 2024     |
| 2025  | 200 000 € | Raphaël Collignon | Patrick Zahraj | 6-2, 6-4        | 2025     |

### Double
| Année | Vainqueurs                              | Finalistes                                | Score             |
| ----- | --------------------------------------- | ----------------------------------------- | ----------------- |
| 2019  | Scott Clayton Adil Shamasdin            | Sander Arends Tristan-Samuel Weissborn    | 7-64, 5-7, [10-8] |
| 2020  | Benjamin Bonzi Antoine Hoang            | Simone Bolelli Florin Mergea              | 6-3, 6-2          |
| 2021  | Romain Arneodo Tristan-Samuel Weissborn | Aisam-Ul-Haq Qureshi David Vega Hernández | 6-4, 6-2          |
| 2022  | Albano Olivetti David Vega Hernández    | Karol Drzewiecki Kacper Żuk               | Forfait           |
| 2023  | Dan Added Albano Olivetti               | Julian Cash Constantin Frantzen           | 3-6, 6-1, [10-8]  |
| 2024  | Christian Harrison Brandon Nakashima    | Romain Arneodo Tristan-Samuel Weissborn   | 7-65, 6-4         |
| 2025  | Jakob Schnaitter Mark Wallner           | Alexander Blockx Raphaël Collignon        | 6-4, 65-7, [10-8] |

## Matchs exhibition
Le tournoi de Pau est aussi l'occasion de voir certains des meilleurs joueurs français actuels ou passés qui sont invités à venir disputer un match exhibition aux côtés de Jérémy Chardy :
- en 2019, Mansour Bahrami, Gilles Simon et Jo-Wilfried Tsonga[3] ;
- en 2020, Mansour Bahrami, Cédric Pioline et Yannick Noah.